# Хар'янві
Хар'янві (самоназва हरियाणवी), або Банґру — найпівнічніший діалект гінді, поширений в індійському штаті Хар'яна і в Делі, а також на території Пакистану в межах Пенджабу: райони Пакпаттан, Сахівал, Окара, Бахавалпур та Мултан; а також в деяких поселеннях в штаті Сінд.